# Paul Sun-Hyung Lee
Paul Sun-Hyung Lee, né le 16 août 1972, est un acteur de cinéma, de théâtre et de télévision, auteur de théâtre et un animateur de télévision sud-coréen et canadien. Il est notamment connu pour ses rôles de Randy Ko dans le feuilleton Train 48 (en), diffusé entre 2003 et 2005, et de patriarche de la famille Appa dans la pièce Kim's Convenience (en) (2011) et son adaptation télévisée (en) (2016-2021).
Il a remporté trois fois et a été nommé une fois pour le Prix Écrans canadiens du meilleur acteur dans une série comique (en) pour son rôle de M. Kim dans Kim's Convenience et est nommé deux fois pour le Dora Awards du meilleur acteur (en) respectivement pour son interprétation dans la pièce The Monster Under the Bed en 2010 et la version scénique de Kim's Convenience en 2012.
Depuis 2020, il apparaît dans l'univers Star Wars en interprétant le second rôle récurrent du capitaine Carson Teva dans les séries The Mandalorian, Le Livre de Boba Fett et Ahsoka. Il apparaît également dans la distribution principale de la série Avatar, le dernier maître de l'air où il interprète le rôle d'Iroh.

## Jeunesse et éducation
Paul Sun-Hyung Lee naît le 16 août 1972 à Daejeon en Corée du Sud. Quand il avait trois mois, sa famille émigre de Daejeon, en Corée du Sud, vers le Canada, vivant successivement à London, Toronto et Calgary. En 1990, il retourne à Toronto pour s'inscrire à l'Université de Toronto, où il a suivi le programme d'art dramatique de l'University College.

## Carrière
Il a joué un second rôle dans le film Princesse on Ice (2005) dans le rôle du père de Tiffany. Lee est apparu dans le film d'horreur 2e sous-sol et le thriller The Echo (en) . En 2006, il prête sa voix au personnage de Jung Park dans le jeu vidéo Tom Clancy's Rainbow Six: Vegas et sa suite de 2008 Tom Clancy's Rainbow Six: Vegas 2.
Entre 2003 et 2005, il fait partie du casting principal du feuilleton Train 48 (en) diffusé sur le réseau Global et où il joue le rôle de Randy Ko pendant toute la durée de la série.
En 2012, Paul Sun-Hyung Lee remporte le prix du meilleur acteur aux Toronto Theatre Critics' Awards pour son interprétation de Kim Sang-il dans la pièce Kim's Convenience (en). Il joue le rôle d'Appa sur scène dans plusieurs productions torontoises de Kim's Convenience et lors d'une tournée nationale avec la compagnie de théâtre Soulpepper (en), ou encore lors d'une mise en scène de la pièce sur Off-Broadway. Il reprend le rôle d'Appa à la télévision en 2016 dans l'adaptation de la pièce en série télévisée (en). Toujours en 2016, il joue le rôle de Zhang Lin dans la production conjointe du Royal Manitoba Theatre Centre (en) / Canadian Stage Company (en) de la pièce Chimerica (en). Le 11 janvier 2017, il joue dans un épisode de This Hour Has 22 Minutes.
Paul Sun-Hyung Lee est nommé deux fois pour le prix Dora Mavor Moore pour le prix du meilleur acteur (en) pour son rôle dans les pièces The Monster Under the Bed en 2010 et Kim's Convenience (en) en 2012,. Aux 5e (en), 6e (en) et 9e cérémonies des prix Écrans canadiens (en), il remporte le prix du meilleur acteur dans une série comique (en) pour son interprétation d'Appa dans la série télévisée Kim's Convenience (en). Il est également retenu pour animer la quatrième saison de l'émission de téléréalité Canada's Smartest Person (en), intitulée Canada's Smartest Person Junior et mettant en vedette des enfants comme concurrents.
Paul Sun-Hyung Lee est également dramaturge et auteur de sa propre pièce intitulée Dangling et présentée en première au festival de théâtre fu-GEN de Toronto en 2010.
En 2020, il apparaît pour la première fois dans le rôle du capitaine Carson Teva, pilote de X-wing de la Nouvelle République, dans la série The Mandalorian,,, rôle qu'il reprend par la suite dans la troisième saison, de la série ainsi que dans les séries Le Livre de Boba Fett et Ahsoka.
En 2021, il apparaît comme panéliste à l'émission Canada Reads (en), défendant le roman Hench (en) de Natalie Zina Walschots. La même année, la série Kim's Convenience (en) s'arrête brutalement lorsque les deux show runners quittent le projet mais il est également annoncé dans le rôle de l'oncle Iroh dans la série en prise de vues réelles Avatar : le dernier maître de l'air diffusée sur Netflix. La série sort en 2024.
En 2022, il est annoncé comme l'hôte de Fandemonium, une série documentaire présentant les cultures internes de divers fandoms de la culture pop. Il apparaît également dans la reprise de la série The Kids in the Hall en 2022,.

## Vie privée
Paul Sun-Hyung Lee se définit comme geek et est adepte du cosplay Star Wars.

## Filmographie
Sauf indication contraire, les informations mentionnées dans cette section peuvent être confirmées par la base de données cinématographiques IMDb,  présente dans la section « Liens externes ».

### Films
- 1996 : Harriet la petite espionne : Bruno Hung Fat
- 2001 : Khaled (en) : Épicier
- 2005 : Princesse on Ice : Le père de Tiffany Lai
- 2006 : One Way : Réceptionniste d'hôtel
- 2007 : 2e sous-sol : Homme dans l'ascenseur
- 2008 : Nurse.Fighter.Boy de Charles Officer : Dr. Chin
- 2014 : RoboCop : Technicien Omnicorp
- 2015 : End of Days, Inc : Mort[26]
- 2020 : Kitty Mammas : Dr Han

### Films d'animation
- 2025 : Une nuit au zoo : Félix (voix)

### Télévision

#### Téléfilms
- 1995 : Where's the Money Noreen ? : Gene Kajikawa
- 2002 : Tagged: The Jonathan Wamback Story (en) : Médecin
- 2003 : Profoundly Normal : Médecin
- 2006 : Between Truth and Lies : D.A. Lee
- 2021 : Boyfriends of Christmas Past : Leo Kim

#### Séries télévisées
- 1999 : Total Recall 2070 : Waiter (épisode : "Rough Whimper of Insanity")
- 2002 : Soul Food : Les Liens du sang : Dan Lee (épisode : "A Taste of Justice")
- 2002 : Doc : Orderly (épisode : "Complicated")
- 2003–2005 : Train 48 (en) : Randy Ko (rôle principal)
- 2004 : Kevin Hill : Phil Steckler (épisode : "The Good Life")
- 2005 : This Is Wonderland (en) : M. Phan (épisode #2.9)
- 2005 : Missing : Disparus sans laisser de trace : Dr. Winston Nakano (épisode : "Fugitive")
- 2006 : Billable Hours (en) : Paul (épisode : "The Handicapped Bathroom")
- 2007 : The Jane Show (en) : Médecin des urgences (épisode : "Plastic Ono Jane")
- 2007 : Air Crash : Capitaine Park Yong-chul (épisode : "Vol Korean Air 801" - Saison 4, épisode 4)
- 2008 : La Petite Mosquée dans la prairie : Clask, agent de sécurité de l'aéroport (épisode : "Islam on Tap")
- 2010 : Covert Affairs : Theo Will (2 épisodes)
- 2010–2011 : Degrassi : La Nouvelle Génération : Juan Tong (rôle récurrent - 6 épisodes)
- 2016–2021 : Kim's Convenience (en) : Sang-Il Kim (Appa) (rôle principal)
- 2017 : Dark Matter : Dr. Borsin (épisode : "It Doesn't Have to Be Like This")
- 2020–présent : The Mandalorian : Capitaine Carson Teva (4 épisodes)
- 2021 : Private Eyes : Chef André (épisode : "The Perfect Storm")
- 2022 : Le Livre de Boba Fett : Capitaine Carson Teva (épisode :  "Chapitre 5 : Le Retour du Mandalorien")
- 2022 : The Kids in the Hall : M. Lewis (1 épisode)
- 2023 : Ahsoka : Capitaine Carson Teva (1 épisode)
- 2024 : Avatar, le dernier maître de l'air : Oncle Iroh (rôle principal)[27]

#### Séries d'animation
- 2019–2022 : Abby Hatcher : Chef Jeff (voix - rôle récurrent)
- 2019 : The Bravest Knight (en) : Le préparateur de potion (voix - rôle récurrent)[28]
- 2021 : Bakugan: Geogan Rising (en) : Spartillion (voix - rôle récurrent)

#### Émissions de télévision
- 2018 : Canada's Smartest Person Junior (en) : lui-même - présentateur de la 4e saison

### Jeux vidéo
- 2006 : Tom Clancy's Rainbow Six: Vegas : Parc Jung (voix)
- 2008 : Tom Clancy's Rainbow Six: Vegas 2 : Parc Jung (voix)

## Récompenses et nominations

### Récompenses
En 2023, Il reçoit le Prix du Centre national des Arts lors des Prix du Gouverneur général pour les arts du spectacle,,.
Autres récompenses :
- Prix Écrans canadiens :
  - 2017 : meilleur acteur dans une série comique (en) pour son rôle de M. Kim dans Kim's Convenience (en)[31]
  - 2018 : meilleur acteur dans une série comique (en) pour son rôle de M. Kim dans Kim's Convenience (en)[32]
  - 2021 : meilleur acteur dans une série comique (en) pour son rôle de M. Kim dans Kim's Convenience (en)[33]
- Toronto Theatre Critics Award :
  - 2012 : prix du meilleur acteur pour son interprétation dans la version scénique de Kim's Convenience (en)[6],[34]

### Nominations
- Dora Awards[9]
  - 2010 : prix du meilleur acteur (en) pour son interprétation dans la pièce The Monster Under the Bed
  - 2012 : prix du meilleur acteur (en) pour son interprétation dans la version scénique de Kim's Convenience (en)
- Prix Écrans canadiens :
  - 2020 : meilleur acteur dans une série comique (en) pour son rôle de M. Kim dans Kim's Convenience (en)[35]